# Osieka (gromada)
Osieka – dawna gromada, czyli najmniejsza jednostka podziału terytorialnego Polskiej Rzeczypospolitej Ludowej w latach 1954–1972.
Gromady, z gromadzkimi radami narodowymi (GRN) jako organami władzy najniższego stopnia na wsi, funkcjonowały od reformy reorganizującej administrację wiejską przeprowadzonej jesienią 1954 do momentu ich zniesienia z dniem 1 stycznia 1973, tym samym wypierając organizację gminną w latach 1954–1972.
Gromadę Osieka z siedzibą GRN w Osiece utworzono – jako jedną z 8759 gromad na obszarze Polski – w powiecie bartoszyckim w woj. olsztyńskim na mocy uchwały nr 10 WRN w Olsztynie z dnia 4 października 1954. W skład jednostki weszły obszary dotychczasowych gromad Osieka i Krawczyki oraz miejscowości Brzostkowo, Minty, Szwarunki i Szwaruny z dotychczasowej gromady Minty ze zniesionej gminy Galiny; wreszcie obszar dotychczasowej gromady Plęsy ze zniesionej gminy Dąbrowa – w tymże powiecie. Dla gromady ustalono 13 członków gromadzkiej rady narodowej.
Gromadę zniesiono 1 stycznia 1960, a jej obszar włączono do gromad Galiny (wsie Brzostkowo, Krawczyki, Minty i Szwaruny oraz kolonie Klekotki i Szwarunki) i Bartoszyce (wsie Osieka, Plęsy i Połęcze oraz kolonie Milicz, Perkujki, Bukowo i Lipina) w tymże powiecie.